# Piper uleanum
Piper uleanum är en pepparväxtart som beskrevs av William Trelease. Piper uleanum ingår i släktet Piper och familjen pepparväxter. Inga underarter finns listade i Catalogue of Life.